# Chrysomela tremulae
Chrysomela tremulae es un coleóptero de la familia Chrysomelidae. Fue descrita científicamente en 1787 por Fabricius.

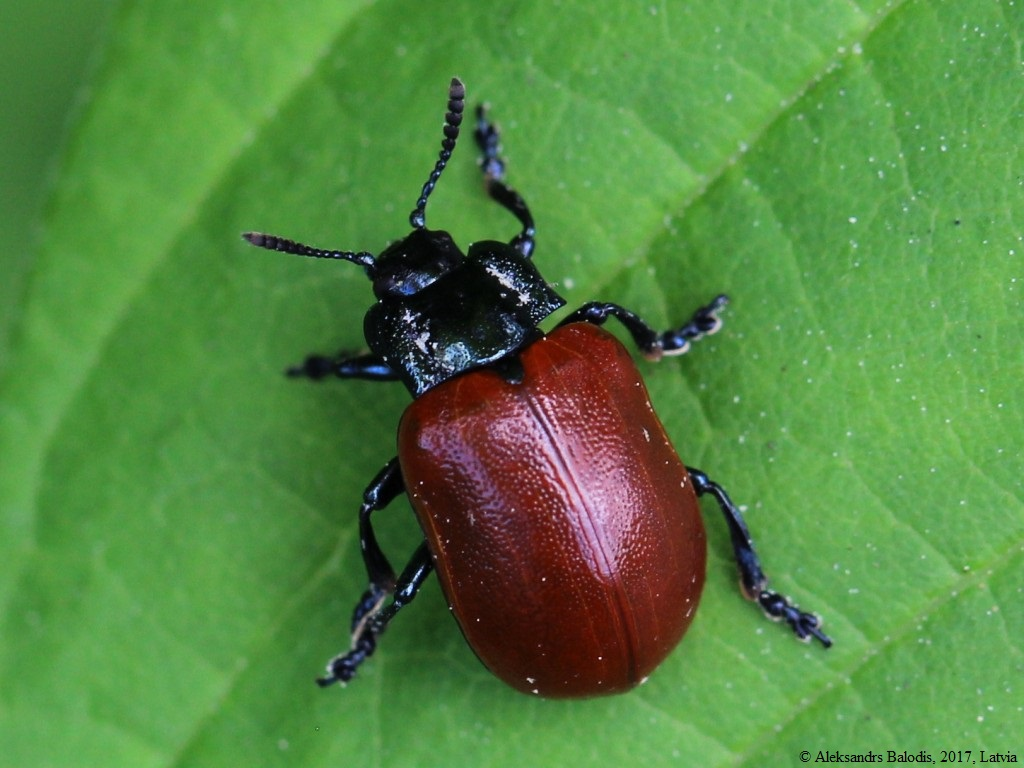